# Мезентерична исхемија
Мезентерична исхемија позната и као абдоминална или интестинална ангина пекторис је облик акутне интестиналне (цревне) васкуларне исхемије који се карактерише смањеним, или прекинутим доводом крви у танком цреву. У тим условима, црева не могу нормално да функционишу, а угрожена је и њихова виталност. Мезентерична исхемија је ургентно медицинско стање јер може у краткопм временском периоду узроковати смртни исход.
Мезентеричну исхемију као процес на танком цреву, треба разликовати од акутне интестинална васкуларна исхемија на дебелом цреву која се терминолошки означава као исхемија колона.
Најчешћи узроци акутне васкуларне интестиналне исхемије су блокада крвног суда крвним угрушком, која је најчешће удружена са сужењем крвног суда атеросклеротским процесом.
Болест је чешћа код особа старије животне доби, а њена прогноза зависи од правовремене дијагнозе и обима процесом васкуларне исхемије захваћеног подручја.
Сужења висцералних артерија код болесника са симптомима мезентеричне интестиналне исхемије могу се лечити хируршки или перкутаном ангиопластиком. Код болесника код којих се очекује мањи операциони ризик препоручује се хируршко лечење због бољих анатомских резултата, док се перкутана ангиопластика саветује старијим болесницима, због значајно већег операциони ризика.

## Анатомија
Добро познавање анатомије мезентеричних крвних судова је кључ за разумевање и лечење пацијената са мезентеричном исхемијом. Мада треба имати у виду да постоји, бескрајан низ васкуларних варијација мезентеријума које чине значајне потешкоће у дијагностици.
Јејунум и илеум су припојени за задњи трбушни зид помоћу свог мезентеријума (лат. mesenterium) и имају варијабилну мобилност. Проксимални део јејунума и дистални део илеума имају краћи мезентеријум и, самим тим мање су мобилни од других делова.
Корен мезентеријума дуг је око 15 cm, од леве стране другог слабинског (L2) пршљена и директно је укошен надоле и удесно ка десном сакроилијачном зглобу. Између ове две „тачке“ пролазе:
- хоризонтални део дуоденума,
- аорта и вена кава инфериор,
- м. псоас мајор,
- десни уретер
- тестикуларни (или оварични) крвни судови

Јејунални мезентеријум садржи мање масног ткива него илеални, тако да су артеријске аркаде боље уочљиве.

### Васкуларизација мезентеријума
Мезентеријум крвљу снабдевају следеће изворне и бочне гране:
Изворна горња мезентерична артерија (лат. a. mesenterica superior)
Ова артерија се одваја од абдоминалне аорте на 1 cm испод целијачног стабла (ниво првог слабинског (L1) пршљена) и позади гуштераче (панкреаса).
Мезентерична артерија се потом рачва на;
- Леве гране - јејуналне артерије (лат. aa. jejunales) и илелане артерије (лат. aa. ileales)
- Десне гране - доњу панкреатикодуеделну артерију (лат. a. pancreaticoduodenalis), средишњу артерију дебелог црева (лат. a. colica media) десну артерију дебелог црева (лат. а. colica dextra) и илеоколичну артерију (лат. a. ileocolica).

Бочне гране јејуналних артерија (лат. aa. jejunales) и илеалних артерија (лат. aa. ileales).
Бочне гране чине:
- 15-18 јејуналних и илеалних артерија (које пролазе између два слоја мезентеријума и спајају се у петље или артеријске аркаде.
- Артеријске аркаде могу да буду; I, II, III и IV реда и параинтестиналне аркаде.
- Ваза ректа (лат. vasa recta), која се одваја од параинтестиналне аркаде (аркаде најближе ивици црева).

### Венска дренажа јејунума и илеума
Венска дренажу јејунума и илеума врше горња мезентерична вена и притоке горње мезентеричне вене:
Горња мезентерична вена (лат. v. mesenterica superior)
Ова вена дренира јејунум и илеум, и прати истоимену артерију, пролазећи испред и десно од ње у корену мезентеријума. Ова вена се спаја са спленичном веном и гради портну вену.
Притоке горње мезентеричне вене или систем порталне вене (лат. v. portae).
Ове вене прате одговарајуће артерије јејунума и илеума и уливају се у горњу мезентеричну вену.

## Епидемиологија
У Сједињеним Америчким Државама укупна преваленца мезентеричне исхемије је 0,1% од свих болнички лечених болесника; с тим што ће ова цифра очекивано да ће расте са порастом броја становника. Тачан преваленција се не зна, јер су многи случајеви са ограниченом у симптоматологијом и спонтано се санирају, али се процењује да од ње болује свега 4-6 људи од 100.000.
Акутна мезентеричне исхемија у САД одговорна је за око 10-15% свих случајева мезентеричне исхемије и за 0,006% хоспитализација.
Венска тромбоза код мезентеричне исхемије констатована је у око 0,001% случајева, у болесника код којих је урађена експлоративна лапаротомија.
Изван Сједињених Америчких Држава, инциденција мезентеричне исхемије нешто је нижа у земљама са ограниченим могућностима дијагностике, или чије становништво има краћи животни век, јер је мезентеричне исхемије првенствено болест старијих особа.
Фактори ризика
Фактори ризика за мезентеричну исхемију укључују атеросклерозу, аритмије, хиповолемију, недавни инфаркт миокарда, валвуларне болести, поодмакло животно доба, и унутартрбушни малигнитет. Стеноза мезентеричне артерије јавља се у 17,5% старијих особа. Око две трећине болесника су жене.
Истраживање показује да је инфламаторна болест црева (ИБД) један од фактор ризика за мезентеричну тромбозу. У истраживању спроведеном код 17.487 болесника који су имали Кронову болест или улцерозни колитис у односу на 69.948 пацијената из контролне групе, открилвен је значајно већи ризик за појаву акутне мезентеричне исхемије у односу на контролну групу.
Старосне, полне, и демографске разлике
У великом делу због удруживања са атеросклерозом, акутна мезентерична исхемија се обично сматра болешћу старије популације, са типичним старосним почетком болести од 60 година. Ипак, млађи људи који имају атријална фибрилација или факторе ризика за тромбозу, као што је орална употреба контрацепције или хиперкоагулаблих супстанци, могу бити у већем ризику за појаву акутне мезентеричне исхемије.
Укупно гледано на постоји већа разлика међу половима када је у питању појава акутне мезентеричне исхемије. Међутим нешто већи ризик за оклузивне артеријске болести, и већу учесталост атеросклерозе. имају жене које користе оралне контрацептиве или су у трудноћи под већим ризиком за појаву тромбозе.
Нема значајних расних разлика. Међутим, нешто већа стопа учесталости акутне мезентеричне исхемије присутна је код раса склонијих атеросклерози, као што је афроамериканци.

## Етиопатогенеза
Мезентерична исхемија, је ретко обољење које настаје услед смањења интестиналне васкуларизације због стенозе или оклузије мезентеричних артерија. Код 95% болесника присутна је аортна атеросклероза која захвата остијуме висцералних артерија. Инциденција овог обољења у 21. веку се значајно повећава због све већег броја особа старије животне доби које болују од атеросклерозе.
Асимптоматска стеноза једне висцералне артерије или више њих дијагностикује се код 18% болесника старијих од 65 година, док се међу особама млађим од 65 година атеросклероза висцералних артерија јавља код 3% болесника.
Учесталост саме мезентеричне исхемије веома је мала, а значајна сужења висцералних артерија не морају увек бити повезана са симптомима интестиналне исхемије.
Сматра се да најмање два од три крвна суда морају бити захваћена атеросклеротским процесом да би болест била симптоматска, с обзиром на постојање богате колатералне циркулације између ових крвних судова мезентеријума који компензују настала сужења. Међутим немогућност одговарајуће гастроинтестиналне васкуларизације након јела доводи до интестиналне исхемије, која се приказује симптомима абдоминалне ангине (бол и повраћање).
Уочена је значајна корелација између абдоминалне ангине и исхемијске болести срца, васкуларних обољења и одмакле животне доби.

## Клиничка слика
У клиничкој слици обољења доминирају изражени болови у трбуху (абдоминалне колике) који сејављају, у просеку, 30-60 минута након јела. Болови могу трајати до неколико часова. Такви болесници се плаше да конзумирају храну, што последично доводи до губитка телесне тежине.
| Врста мезентеричне исхемије                               | Знаци и симптоми                                                                         |
| --------------------------------------------------------- | ---------------------------------------------------------------------------------------- |
| Акутна мезентерична исхемија (изазвана путујућим тромбом) | - Изненадни бол у трбуху (по типу абдоминалне колике) - Пролив (дијареја) - Повраћање    |
| Хронична мезентеричне исхемија (изазвана атеросклерозом)  | - Бол у трбуху (по типу абдоминалне колике) који се јавља после јела - Пролив (дијареја) |

## Дијагноза
Дијагноза се поставља након опсежних гастроинтестиналних испитивања, која не могу да укажу на узрок наведеног обољења, већ се тек након артериографије висцералних артерија може дати коначна дијагноза.
Мезентерична ангиографија
Како узрок исхемије може бити последица емболијске или тромботичке оклузије мезентеричних крвних судова или неоклузивне исхемије, најбољи начин да се разликују етиологије је примена мезентеричне ангиографије. Иако има озбиљне ризике, ангиографија пружа могућност директне инфузије вазодилататора у условима неоклузивне исхемије. 
Компјутеризована томографија
Компјутеризована томографија код мезентерична исхемије, која се често користи у дијагностици, њена тачност зависи од тога да ли је присутна опструкција танког црева. 

## Диференцијална дијагноза
Диференцијално - дијагностички, треба имати у виду велики број патолошких стања код одраслих која могу да буде узрок акутног абдомена:
| - абдоминална анеуризма, - акутна упала слепог црева, - холециститис, билијарна колика, - констипација, - дијабетична кетоацидоза, - дивертикуларна болест, - гастритис, гастроентеритис и пептички улкус - херније, | - херпес зостер, - запаљење црева, - инфаркт миокарда, - опструкција танког и/или дебелог црева, - панкреатитис, - камен у бубрегу, - перитонитис, - опструкција и инфекција мокраћног система. |

## Терапија
Пследњих 30 година лечење болесника с абдоминалном ангином пролазило је кроз разне фазе. У по четку се примењивало хируршко лечење у методом ендартеректомије или бајпас процедура. Најпопуларнији хируршки захвати би ли су аортомезентерични бајпас венским или синтетским графтом, али су ове процедуре биле праћене високом стопом морталитета болесника (и до 12%).
Како је комбинована операција аорте и мезентерична реваскуларизација праћена повишеним морбидитетом и морталитетом, саветује се да се ове хируршке интервенције изводе етапно. Са друге стране, задовољавајући резултати хируршког лечења након пет година од интервенције наводе се у бројним студијама.

## Компликације
Једна од главних и најозбиљнијих компликација мезентерчне исхемије је изумирање (некроза) ткива услед недостатка протока крви (инфаркт) у цревима. У случајевима са некрозом црева, како би се избегао смртни исход, неопходно је што хитније оперативно уклањање мртвог дела.

## Прогноза
Изгледи за опоравак код хроничне мезентеричне исхемије су добри након успешне операције. Међутим, важно је напоменути да је промена начина живота (као што су здраве исхране и вежбања) битан чинилац који може спречити (или бар успорити) даљи развој закречења артерија и погоршање болести.
Прогноза ко болесника са акутном мезентеричном исхемијом често је лоша јер делови црева могу изумрети пре него се изведе операција. Међутим, брзом дијагностиком и лечењем, акутне мезентеричнне исхемије болест се може успешно санирати.